# Эпир
Эпи́р (греч. Ήπειρος, Ипирос) — географический и исторический регион в юго-восточной Европе, в настоящее время поделён между Грецией и Албанией. Эпир расположен между горной грядой Пинд и Ионическим морем, и протянулся от залива Влёра на севере до залива Амвракикос и развалин римского города Никополь на юге. Территория Эпира разделена между периферией Эпир, расположенной на северо-западе Греции и областями Влёра, Гирокастра и Берат на юге Албании. Крупнейшим городом Эпира с греческой стороны является Янина, в то время как с албанской — Гирокастра.
Эпир являлся частью Древней Греции с реками Ахерон и Кокитос и смешанным греко-иллирийским населением. На север от Эпира располагалась Иллирия, на северо-восток — Македония, на Восток — Фессалия. К югу располагались области Амбракия, Амфилохия, Акарнания и Этолия. Поскольку климат Эпира значительно холоднее, чем в других греческих областях, он не давал возможности заниматься земледелием в традиционных для греков формах. Поэтому греки селились здесь только отдельными колониями с более благоприятным микроклиматом.

## Античность
Существует теория, что именно Эпир был прародиной греческих племён, откуда они расселились по Балканскому полуострову и островам Эгейского моря. Однако в классической Греции эпироты не считались эллинами. На побережье Эпира было несколько греческих колоний. В центре Эпира в Додоне было известное греческое святилище —  оракул Зевса. В V веке до н. э. на территории Эпира возникло царство, основателем которого был Адмет. Он считал себя потомком царя Неоптолема — сына легендарного Ахилла (другое имя Неоптолема — Пирр). Адмет основал знаменитый род Пирридов, которые правили Эпиром вплоть до 231 года до н. э.. Наиболее знаменитым из Пирридов был Пирр, который к концу IV — началу III века до н. э. объединил молоссов в единое государство. К роду Пирридов принадлежала и Олимпиада, мать Александра Македонского.
В дальнейшем эпирское государство стало жертвой экспансии Римской республики, которая параллельно боролась с Македонией. Эпирский союз придерживался нейтралитета в двух первых войнах, но в третьей (171—168 до н. э.) поддержал Персея Македонского, что привело Эпир к трагическому концу: он в 167 году до н. э. подвергся разгрому и разорению римскими войсками. При этом 150 тысяч эпиротов были проданы римлянами в рабство, а 70 эпирских городов-полисов, принадлежавших большей частью племени молоссов, были разграблены. После этого Эпир почти полностью обезлюдел и понадобилось два века, чтобы его население восстановилось.
В 168 году до н. э. Эпир был обращен в римскую провинцию Эпир. Именно здесь находился в изгнании и, по всей видимости, окончил свои дни видный катилинарий, доверенное лицо руководителя заговора Публий Автроний Пет, осуждённый в 62 году до н. э. на основании Плавтиева закона о насильственных действиях (лат. lex Plautia de vi).
Во время правления императора Августа Эпир вошёл в состав римской провинции Ахея. В III веке был разделён на две провинции — Старый Эпир и Новый Эпир. С IV века в составе Восточной Римской империи, затем Византии (фемы Эпир и Никополис).

## Эпирское царство
В XIII веке после завоевания Константинополя в 1204 году в ходе четвёртого крестового похода Михаил I Комнин Дука (правил до 1215 года) объединил фемы Эпир и Никополь под своим правлением, образовав Эпирское царство, ставшее наряду с Никейской и Трапезундской империями одним из трёх греческих государственных образований на территории бывшей Византийской империи. Территория царства первоначально занимала Эпир, Албанию и остров Керкиру, с городами Авлон, Диррахий, Навпакт, Охрид, Янина. Столицей царства стала Арта. В 1271 году католиками было создано Королевство Албания.

## Эпир после сербского завоевания
В 1348 году Эпир завоеван сербским королём Стефаном Душаном, в 1432 году был покорён турками-османами, в 1447 году освободился от последних.
С 1466 года — снова под турецкой властью в качестве административной единицы Пашалык Янина, в 1868 году как Вилайет Янина.
С 1881 года юго-восточная часть Эпира составляет греческий ном Арта, остальной Эпир — часть Албании.
В ходе Первой мировой войны была провозглашена Автономная Республика Северный Эпир, но вскоре была ликвидирована.

## Население
Значительную часть населения Эпира в средние века составляли мигрирующие с севера албанцы (в особенности арнауты, большая часть которых впоследствии была эллинизирована), а также цыгане. В настоящее время регион является транзитным для многих современных нелегальных мигрантов из Албании.